# Pimelodella gracilis
El bagrecito, bagre, burrito o cunshi (Pimelodella gracilis) es una especie de pez de la familia Heptapteridae en el orden de los Siluriformes.

## Morfología
Los machos pueden llegar alcanzar los 17 cm de longitud total.

## Hábitat
Es un pez de agua dulce.
Es omnívoro, se alimenta de larvas de insectos, nemátodos, copépodos y algas no filamentosas. 
Habita la cuenca de los ríos Paraná, Paraguay, Uruguay y Río de la Plata.
Esta especie es ovípara, sin cuidado parental de fecundación externa.

## Distribución geográfica
Se encuentran en América: cuencas de los ríos Orinoco,  Amazonas y  La Plata.